# ژوزه یکم
ژوزهٔ یکم (به پرتغالی: José I) معروف به مصلح (به پرتغالی: o Reformador) پادشاه پرتغال بود. او به واسطهٔ علاقهٔ بسیارش به شکار و اپرا شناخته‌شده بود.
از رویدادهای زمان او زمین‌لرزه ۱۷۵۵ لیسبون و طوفان آتش و سونامی پس‌آیندش بود که سبب ایجاد تنگناهراسی در ژوزه شد و از آن پس او از زندگی در میان دیوارها احساس ناخرسندی می‌کرد. از این رو او دربارش را به مجموعه‌ای از چادرهای گران‌بها منتقل نمود. عارضهٔ دیگر این زمین‌لرزه تضعیف پرتغال بود. در سال‌های پایانی جنگ هفت‌ساله، اسپانیا و فرانسه به پرتغال اولتیماتوم دادند تا از همراهی‌اش با بریتانیا دست کشد. ژوزهٔ یکم این اولتیماتوم را رد کرد و از بریتانیایی‌ها یاری خواست. بریتانیا نیز چند نظامی را به پرتغال فرستاد و آنان با نوسازی ارتش این کشور توانستند موجبات شکست فرانسه و اسپانیا را فراهم آورند.